# Rootes Motors Ireland
Rootes Motors Ireland war ein Montagewerk für Kraftfahrzeuge und damit Teil der Automobilindustrie in Irland.

## Unternehmensgeschichte
Das Unternehmen entstand 1968 als Nachfolgegesellschaft von Buckley Motors. Malcolm Freshney leitete es. Der Sitz war in Dublin. Die Montage von Automobilen wurde fortgesetzt. Dazu gab es ein Werk in Santry, einem Vorort von Dublin. Die Teile kamen weiterhin von der Rootes-Gruppe. 1970 wurde daraus Chrysler Ireland, als Chrysler die Rootes-Gruppe übernahm.

## Fahrzeuge
Gesichert überliefert ist nur die Montage der Hillman-Modelle Imp und Hunter. Die Modelle Sunbeam Rapier und Humber Sceptre sind zwar möglich, aber erst unter der Nachfolgegesellschaft belegbar.

## Produktionszahlen
Nachstehend die Zulassungszahlen von Hillman-Fahrzeugen in Irland aus den Jahren, in denen Buckley Motors sie montierte. Die Zahlen des ersten und letzten Jahres beinhalten auch die Produktion durch die Vorgänger- und Nachfolgegesellschaft, da eine Splittung innerhalb eines Jahres nicht möglich ist.
| Jahr  | Hillman |
| ----- | ------- |
| 1968  | 1.942   |
| 1969  | 2.746   |
| 1970  | 4.108   |
| Summe | 8.796   |